# Ella Dam-Larsen
Ella Dam-Larsen – duńska florecistka.

## Życiorys
W ciągu swojej kariery zdobyła brązowy medal w konkurencji drużynowej florecistek na mistrzostwach świata w szermierce w 1951 roku.